# Ber Sonnenberg

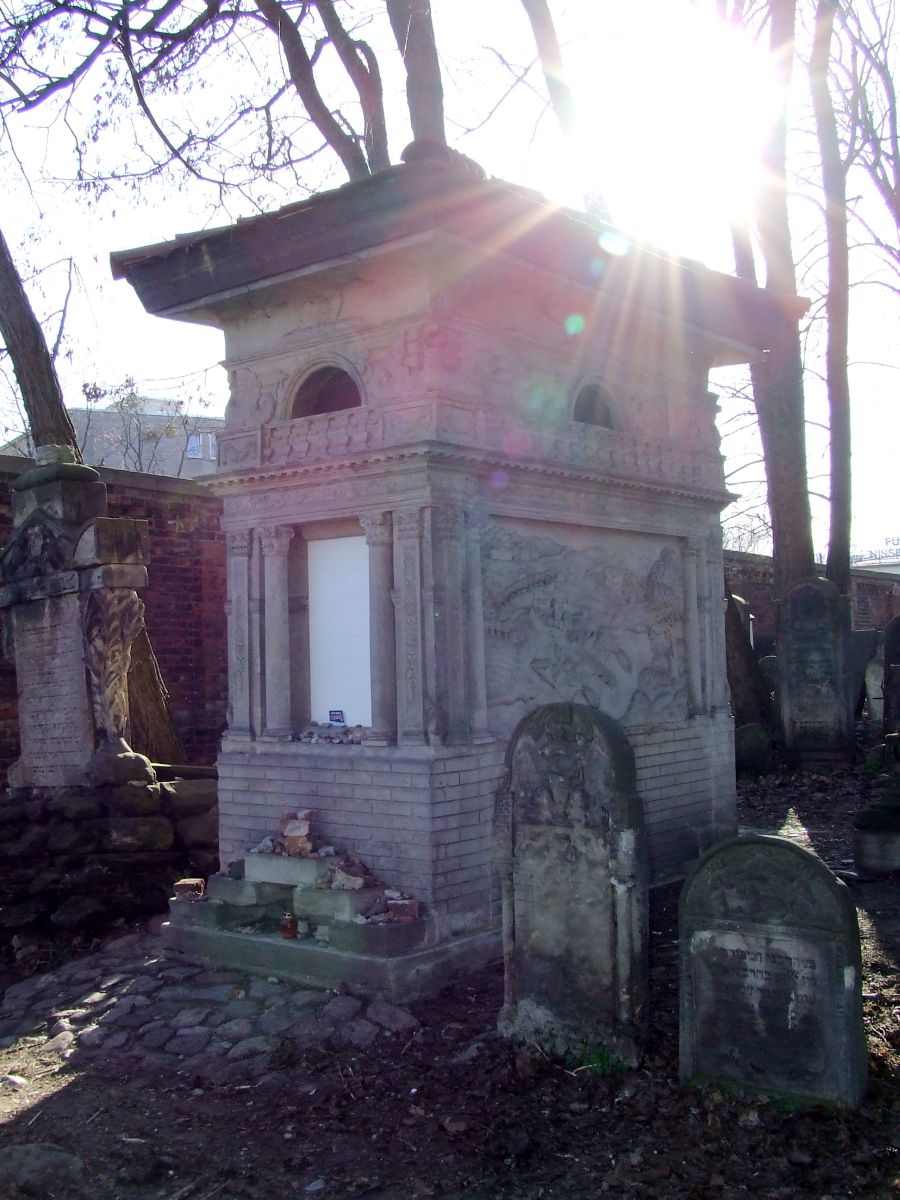
Ohel Bera Sonnenberga

Dow Ber Sonnenberg, właściwie Berek Szmulowicz Sonnenberg (ur. 1764 w Warszawie, zm. 18 listopada 1822 tamże) – bankier i filantrop żydowskiego pochodzenia, protoplasta rodu Bergsonów (pierwotne nazwisko Bereksohn).

## Życiorys
Urodził się w Warszawie w rodzinie żydowskiej, jako syn znanego warszawskiego kupca i przedsiębiorcy Szmula Zbytkowera (1727–1801), który dzięki królowi Stanisławowi Augustowi Poniatowskiemu w 1798 uzyskał przywilej swobodnego osiedlania się i prowadzenia działalności gospodarczej, m.in. założyciela Szmulowizny na warszawskiej Pradze.
Swoją karierę rozpoczął w okresie Księstwa Warszawskiego, gdy w 1807 ze swoim szwagrem Samuelem Fraenklem oraz krakowskim kupcem Zemanem Bernsteinem rozpoczął dzierżawę kopalni soli w Wieliczce. W 1812 z Lazarem Cukrem założył spółkę Kompania Handlowa Soli Warzonej, będąc już udziałowcem w Kompanii Dzierżawy Koszernego założonej z kupcami Wohlbergiem, Kronenbergiem i Fürstenbergiem. Podobnie jak jego ojciec zajmował się dostawami dla wojska (liwerant), stając się monopolistą w dostawach mięsa. Dostawy te napływały pomimo zaległości w wypłatach przez Ministerstwo Przychodów i Skarbu, a magazyny prowiantowe znajdowały się m.in. w Warszawie, Gdańsku, Płocku, Ciechanowie i Mławie. W związku z tą działalnością w 1806 wraz z Aronem Fürstenbergiem założył przedsiębiorstwo handlu wołami.
W okresie Królestwa Polskiego stał się jednym z głównych dzierżawców monopolu solnego, i już w latach 1816–1821 z Samuelem Fraenklem, a od 1818 także z synem Gabrielem Bergsonem i Samuelem Markusem Poznerem dzierżawił cały monopol solny w Królestwie. Dzierżawy nie udało się jednak przedłużyć na skutek sporu z Fraenklem, którego zastąpił Ignacy Neumark.
Dochody czerpane z soli pozwoliły Sonnenbergowi na udzielanie dużych kredytów i pożyczek gotówkowych, co zjednało mu protekcję wielu wpływowych osób, takich jak senator Nikołaj Nowosilcow czy Namiestnik Królestwa Polskiego gen. Józef Zajączek. Wpływy te pozwoliły mu na uzyskanie przywilejów niedostępnych Żydom – w 1810 na mocy dekretu króla saskiego i księcia warszawskiego Fryderyka Augusta Wettina otrzymuje obywatelstwo miasta Warszawy, prawo zamieszkiwania przy ulicach niedostępnych dla Żydów przy zachowaniu przywileju noszenia tradycyjnego stroju i nie golenia brody, a także przywilej nabywania nieruchomości i posiadania dóbr ziemskich (dzięki czemu w 1821 nabywa folwarki Suchowola i Łychnowo koło Czerska). Przywileje te pięć lat później potwierdził także car Aleksander I.
Brał on także udział w delegacji do cara Aleksandra I w proteście przeciw oskarżeniu Żydów o dokonywanie mordów rytualnych. Dzierżawił opłaty za koszerne mięso, które przekazywał później gminie żydowskiej. W jednym ze swoich domów na Pradze po przebudowie urządził synagogę i bet midrasz, obie hojnie wyposażając. Uczestniczył też w życiu warszawskiej gminy żydowskiej – działał w Radzie Szpitala Starozakonnych, zarządzie Domu Schronienia Starców i Sierot oraz w Dozorze Szkół Elementarnych Dla Młodzieży Żydowskiej.
W 1818 sporządził testament, w którym dziesiątą część swojej fortuny szacowanej na 5 milionów złotych przeznaczył na cele dobroczynne. Suma ta nie została zaakceptowana przez spadkobierców i w rezultacie połowa sumy została przekazana na cele dobroczynne, z czego 22,5 tysiąca przypadło instytucjom chrześcijańskim, w tym 2,5 tysiąca Instytutowi Głuchoniemych. Jako protektor chasydyzmu w Polsce i fundator praskiej synagogi Sonnenberg najprawdopodobniej chciał przekazać pieniądze jedynie dla ubogich starozakonnych, inny rozdział związany był z postawą władz Królestwa Polskiego, m.in. ministra Komisji Rządowej Wyznań Religijnych i Oświecenia Publicznego Stanisława Grabowskiego.
Pochowany jest w na cmentarzu żydowskim przy ulicy Okopowej (kwatera 1, rząd 13, grób 28). Spoczywa w mauzoleum autorstwa Dawida Frydlandera, uznawanym za jeden z najcenniejszych nagrobków żydowskich na świecie.

## Rodzina
Z małżeństwa z Temerl z domu Rosenkrantz (1758–1830) miał czterech synów: Gabriela (1790–1844), Jakuba (1794–1856), Leopolda (1796–1834) i Michała Józefa (1800–1864) oraz córkę Perlę Mirlę (1792–1897).
Jego potomkowie przyjęli nazwisko Bergson. Do jego najbardziej znanych potomków należą: wnuk Michał Bergson i prawnuk Henri Bergson, laureat nagrody Nobla w 1927.